# Donagh Deeney
Donagh Deeney (* 1957 oder 1958) ist ein irischer Fernseh-, Theater- und Filmschauspieler.

## Karriere
Deeney hatte als junger Mann vor allem Theater gespielt und sich seit 1988 mit dem zwei Jahre älteren Kollegen Colm Quilligan als Dubliner Kneipenpoet beschäftigt. „Seit 1988 haben sie singend und deklamierend an die 22.000 Leute auf den Spuren wahrer und fiktiver Gestalten durch die Stadt geleitet. Vier Pubs pro Tour, wechselnde Routen, je nach Wetter“, wusste Die Zeit am 11. Juli 1997 zu berichten. Seinen ersten Auftritt vor der Kamera absolvierte Deeny 1998 in dem Kurzfilm The Last Shout, in dem er eine der Hauptrollen innehatte. Die schwarze Komödie präsentiert drei ältere Dubliner in einer Kneipe sitzend, als unerwartet die Welt untergeht.
2001 war er einer der Darsteller in der Kurz-Komödie Tubberware, die die Region Connemara im Westen Irland porträtiert und einen satirischen Blick auf die negativen Auswirkungen des Tourismus an einem ehemals friedlichen Ort wirft. In der Kriminalkomödie The Actors von 2003 war er in einer kleinen Rolle als Magnani besetzt. In der Tragikomödie Turning Green (2005), die Ende der 1970er-Jahre in Irland spielt, wird die Geschichte des 16-jährigen James Powers, eines Amerikaners, erzählt, der nach dem Tod seiner Mutter gezwungen ist, bei seinen drei irischen Tanten zu leben. In den Jahren 2007 und 2009 wirkte Deeney in zwei Verfilmungen nach Rosamunde Pilcher in kleineren Rollen mit, zum einen in der Geschichte Nebel über Schloss Kilrush und zwei Jahre später in Herzenssehnsucht. 
In der komödiantischen Fernsehserie Mattie war er 2011 in zwei Folgen in der Rolle des Ned Carr zu sehen. Im Jahr darauf spielte er die Rolle des Winterfell Shepherd in der erfolgreichen Fernsehserie Game of Thrones: Das Lied von Eis und Feuer. Im selben Jahr wirkte er noch in einer Folge der irländischen Fernsehserie Execution mit. In der irischen Seifenoper Ros na Rún war er von 2016 bis 2018 in 35 Folgen als Eric O’Shea besetzt.
Donagh Deeney ist auch immer wieder auf verschiedenen Theaterbühnen zu sehen, so spielte er beispielsweise den Tom in Tennessee Williams Theaterstück Die Glasmenagerie oder den Baron Bertie in Cinderella und den Con Sweeney in Philadelphia Here I Come, einem Stück des irischen Dramatikers Brian Friel.

## Filmografie (Auswahl)
- 1998: The Last Shout (Kurzfilm)
- 2001: Tubberware (Kurzfilm)
- 2001: The Crooked Mile
- 2002: Saturday (Kurzfilm)
- 2003: The Actors
- 2003: Intermission
- 2005: Turning Green
- 2006: Spota (Kurzfilm)
- 2007: Rosamunde Pilcher: Nebel über Schloss Kilrush
- 2008: Team Sleep/Foireann Codladh (Kurzfilm)
- 2009: Rosamunde Pilcher: Herzenssehnsucht
- 2009: Val Falvey TD (Fernsehserie, Folge Dis Dat Dese Dose)
- 2009: Free Chips Forever (Kurzfilm)
- 2011: Corp & Anam (Fernsehserie, Folge 1.1)
- 2011: Mattie (Fernsehserie, Folgen New Beginnings und Twitterings)
- 2012: Game of Thrones – Das Lied von Eis und Feuer (Fernsehserie, Folgen The Ghost of Harrenhal und A Man Without Honor)
- 2012: Execution (Fernsehserie)
- 2014: Der Pathologe – Mörderisches Dublin (Quirke, Fernseh-Miniserie, Folge Elegy for April)
- 2015: Charlie (Fernseh-Miniserie, Folge GUBU)
- 2016–2018: Ros na Rún (Fernsehserie, 35 Folgen)